# Поправка „Ванко 1“
Поправката „Ванко 1“ е поправка от 2006 г. на XL народно събрание в Наказателния кодекс на България, с която наказанието за склоняване към проституция в някои случаи значително се намалява. След като е приета, поправката е наречена неформално „Ванко 1“, тъй като заради нея е пуснат от затвора осъденият на втора инстанция на 12 години рапър Иван Главчев – Ванко 1, след като е излежал само 3 години от присъдата си. Според някои обвинения поправката е направена именно заради него.

## Обяснение
Според наказателния кодекс и чл. 155 от него към момента на поправката, склоняването към проституция се наказва с лишаване от свобода до 3 години и глоба от 1000 до 3000 лева, с изключение на някои случаи в които наказанието е по-високо:
- когато престъплението се извършва с користна цел, наказанието е затвор от 1 до 6 години и глоба от 5000 до 15 000 лева.
- за принуда към употреба на наркотични вещества или техни аналози наказанието е лишаване от свобода от 5 до 15 години и с глоба от 10 000 до 50 000 лева.
- когато престъплението по горната точка е извършено повторно или от лице, което действа по поръчение или в изпълнение на решение на организирана престъпна група, по отношение на малолетен, непълнолетен или невменяем или по отношение на повече от две лица, наказанието е от десет до двадесет години и глоба от сто хиляди до триста хиляди лева.

Поправката която пуска Ванко 1 на свобода е точно в последната точка – тя вече се отнася само до предходната точка (т.е. когато е налице „принуда към употреба на наркотични вещества или техни аналози“), а не към целия член, както е преди промяната. Така на практика престъпление, извършено повторно или от лице, което действа по поръчение или в изпълнение на решение на организирана престъпна група, по отношение на малолетен, непълнолетен или невменяем или по отношение на повече от две лица, наказанието не предвижда по-високо от обикновеното наказание, освен ако няма принуда към използване на наркотици. Поправката е добавянето на 4 букви и една цифра – „по ал. 4“ към алинеята която предвижда най-тежкото наказание, а ал. 4 е алинеята която се отнася за случаите при принуда към използване на наркотици.

## Предложение и приемане на поправката
Обвинявана за предлагане на поправката е основно депутатът от БСП Татяна Дончева, тъй като, въпреки че не е присъствала на първото заседание на правната комисия, когато поправката е отхвърлена, тя изрично иска прегласуването ѝ на следващото заседание. От друга страна, видно от архива на Народното събрание, законопроектът е внесен и мотивиран от Яне Янев (НДСВ), Надка Балева (БСП) и Христо Бисеров (ДПС). Поправката влиза в сила от октомври 2006 г. след публикуването на промените в закона в Държавен вестник.

## Последствия
След като поправката влиза в сила Ванко 1 е пуснат от ареста, тъй като той все още не е осъден на последна инстанция и според съда има вероятност излежаното вече от него време да се окаже повече от това на което ще бъде осъден съгласно новия вариант на закона. Според някои обвинения съдът нарочно е бавил делото, като е удовлетворявал искания на защитата то да бъде отлагано, за да се изчака очаквана от тях поправка в закона.
Заради същата поправка е пуснат и фолк певецът Кондьо Савов, също осъден за склоняване към проституция. Неговото наказание е намалено от 10 г. затвор и глоба от 100 000 лв. на 3 години затвор и глобата на 8000 лв.
Според вестник Стандарт от 27.04.2006, общо 25 са делата за сводничество в България.
В крайна сметка през април 2007 Иван Главчев се връща в затвора за да излежи остатъка от присъдата си и излиза предсрочно през февруари 2008 тъй като е работил в затвора и по закон два изработени дни в затвора се броят за три излежани.

## Отзвук
Поправката е определяна като скандална от медиите, а председателя на Народното събрание Георги Пирински през декември 2006 я нарича „най-непростимият пропуск“ и действие, което слага „едно много сериозно петно върху работата на парламента за цялата година“.
По повод на поправката, след загубата си на втория тур на президентските избори през 2006 г., съперника за поста на президента Георги Първанов Волен Сидеров казва, че според него на този резултат най-много ще се радват сутеньорите.

## Искания за нова поправка
След като приемането на поправката прераства в скандал след пускането на Ванко 1 от затвора, някои депутати започват работа по нова поправка на закона. Евентуална нова поправка обаче няма да върне пуснатите от затвора Ванко 1 и Кондьо, няма да засяга и други сводници с висящи дела, както и хора които извършат това престъпление до приемането на новата поправка. Това е така, тъй като при промяна в законите се прилага най-благоприятният за престъпника до влизане в сила на окончателна присъда.